# 문인구
문인구(文仁龜, 1924년~2013년 2월 5일)는 대한민국의 법조인이다.
1949년 제3회 조선변호사시험에 합격한 뒤 1950년 육군법무관을 거쳐 1951년 서울지검 검사로 임관했다. 이후 변호사로 활동하며 1980년 서울통합변호사회 초대회장을 거쳐 1987년 34대 대한변호사협회장으로 취임했다.
1987년 4월 13일, 전두환의 4·13 호헌조치에 대한 반박성명서를 발표하기도 했다.

## 경력
- 삼일문화재단 이사장
- 한국경제법학회 고문
- 한국경제법학회 회장
- 제34대 대한변호사협회 협회장
- 서울중앙지방검찰청 부장검사
- 법무부 검찰과장
- 유엔 아시아 지구 인권회의 한국 대표
- 서울지방검찰청 검사
- 문교부 교포 교육 정책 심의 위원장
- 한일 회담 대표
- 해외 교포 문제 연구소 이사장

## 수상
- 국민훈장 무궁화장[1]
- 한국법률문화상[1]
- 명덕상[1]